# Argyranthemum escarrei
Argyranthemum escarrei es una especie de planta herbácea perteneciente a la familia de las asteráceas, originaria de las Islas Canarias. 

## Descripción
Argyranthemum escarrei  es un endemismo de la isla de Gran Canaria. Similar a Argyranthemum filifolium (Sch.Bip.) Humphries, se diferencia por los lóbulos foliares más anchos y planos y por el mayor tamaño de los capítulos, superior a 3 cm. Se conoce como "magarza de La Aldea".

## Taxonomía
Argyranthemum escarrei fue descrito por (Svent.) Humphries y publicado en Bull. Brit. Mus. (Nat. Hist.), Bot. 5(4): 226. 1976
Etimología
Argyranthemum: nombre genérico que procede del griego argyros, que significa "plateado" y anthemom, que significa "planta de flor", aludiendo a sus flores radiantes pálidas.
escarrei: epíteto  otorgado en honor a Aurelio Escarré (1908-1968), abad del monasterio de Montserrat.
Sinonimia
- Chrysanthemum escarrei Svent.	[3]